# Хиларитас на монетах Древнего Рима

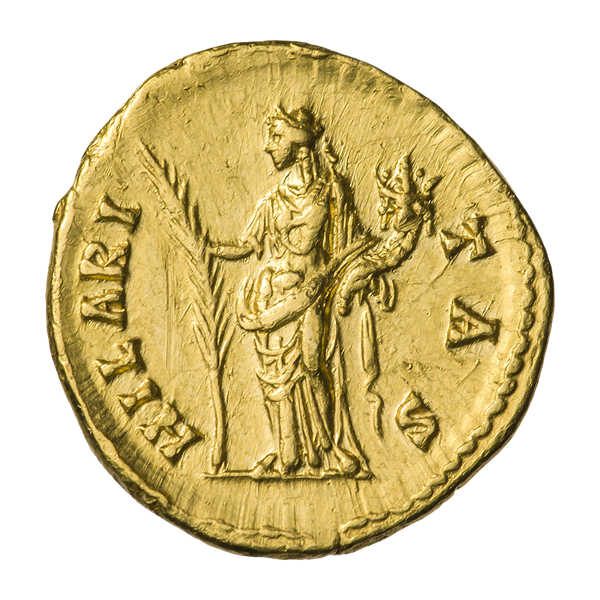
Хиларитас на ауреусе Марка Аврелия

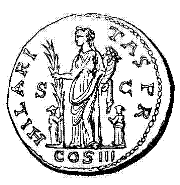
Хиларитас римского народа с детьми

Хиларитас на монетах Древнего Рима присутствует на около 120 типах денежных знаков Римской империи. В римской мифологии являлась персонификацией веселья и радости. Была связана с культом Кибелы, так как покровительствовала большому весеннему празднику Хиларии в честь «матери богов».
Хиларитас представлена в виде стоящей женщины, которая держит в одной руке пальмовую ветвь, а в другой — рог изобилия. Иногда его заменяют скипетр, патера, венок, якорь или цветок. На нескольких монетных типах Антонина Пия она поправляет причёску. Выбор пальмовой ветви имеет символическое значение, так как зелёные ветви — символ радости.
Впервые монеты с изображением Хиларитас появились при Адриане (117—138). На его сестерциях и дупондиях рядом с богиней веселья и радости появляются двое детей, в то время, как на денариях представлена Хиларитас римского народа («HILAR[itas] P[opuli] R[omani]»).
Эпитет «Радость/веселье времён» («HILAR[itas] TEMPOR[um]») на монетах Дидия Юлиана приурочено к рождению у него дочери. Подобные события, а именно рождение у императора ребёнка, могли находить отображение на монетах с «HILARITAS AVGVSTI» («радость императора»).
Хиларитас присутствует на монетах следующих императоров:
- Адриана (117—138);
- Антонина Пия (138—161);
- Марка Аврелия (161—180);
- Коммода[7] (177—192);
- Дидия Юлиана (193);
- Септимия Севера[3] (193—211);
- Каракаллы[17] (198—217);
- Гелиогабала[5] (218—222);
- Клавдия II[18] (268—270);
- Постума[19] (260—269);
- Тетрика I[6] (271—274);
- Караузия[20] (287—293);
- Аллекта[21] (293—296).